# Dry Lips
"Dry Lips" er en sang skrevet af det danske elektro-rock-band Dúné. Det er tredje single fra gruppens første studiealbum We Are In There You Are Out Here fra 2007. Dry Lips udkom som single den 1. oktober 2007, få dage før at albummet blev udgivet i Europa. 29. maj samme år var albummet blevet tilgængelig i Danmark.

## Historie
Efter at selve albummet havde modtaget masser af roser og priser, som blandt andet en Danish Music Awards for "Årets Rock Udgivelse" i 2008, hørte man ikke meget til sangen før 26. februar 2010 i den danske version af talentshowet X Factor, hvor deltageren Jesper Nohrstedt sang nummeret i tredje runde af tv-showet. Nohrstedt gik hele vejen til finalen, og valgte at kontakte Dúné da han ønskede at bandet skulle være gæsteartist ved sin optræden. Foran 40.000 tilskuere i Parken i København sang Jesper Nohrstedt "Dry Lips" sammen med bandet.
Efter den første præsentation af nummeret i X Factor, strøg den tre år gamle sang direkte ind som nummer 1 på iTunes hitlisten, ligesom den gik nummer to på den officielle danske Track Top-40. I marts 2010 blev sangen certificeret med en guldplade for 15.000 solgte eksemplarer.
I 2012 kårede læserne af det danske popmagasin Poplick.dk "Dry Lips" som de sidste tyve års bedste popsang foran grupper som Aqua, Alphabeat, Nephew og Nik & Jay.
Musikvideoen til sangen blev instrueret af Uffe Truust.

## Produktion
Sangen blev ligesom resten af We Are In There You Are Out Here indspillet i Popshit Recording Studio i Randers.

### Personel

#### Musikere
- Sang: Dúné og Mattias Kolstrup
- Kor: Cecilie Dyrberg
- Keyboards: Ole Björn Sørensen
- Synthesizer: Cecilie Dyrberg
- Guitar: Cecilie Dyrberg, Danny Jungslund og Simon Troelsgaard
- El bas: Piotrek Wasilewski
- Trommer: Malte Aarup-Sørensen
- Diverse instrumenter: Dúné

#### Produktion
- Producer: Mark Wills og Dan Hougesen.
- Komponist: Dúné, Mattias Kolstrup, Ole Björn Sørensen, Cecilie Dyrberg, Danny Jungslund, Simon Troelsgaard, Piotrek Wasilewski og Malte Aarup-Sørensen
- Tekst/forfatter: Mattias Kolstrup[6]